# Trattato di Mosca (1970)
Il trattato di Mosca fu firmato il 12 agosto 1970 dall'Unione Sovietica e dalla Germania Ovest. Si tratta del primo trattato dell'Ostpolitik di Willy Brandt.

## Premesse
Il trattato di Mosca fu il risultato di un progressivo mutamento della politica estera della Repubblica Federale di Germania, iniziato all'indomani della costruzione del muro di Berlino. Dopo le prime caute aperture da parte del Governo conservatore di Ludwig Erhard e del governo della Grande coalizione guidato da Kiesinger, che portarono allo stabilimento di missioni commerciali in Romania, Bulgaria, Ungheria, Polonia e Cecoslovacchia, il Governo socialdemocratico di Brandt si adoperò per un accordo diretto con l'Unione Sovietica per superare l'impasse di Berlino.

## Contenuto
Entrambe le parti espressero il loro desiderio e la loro volontà di cercare una normalizzazione delle relazioni tra gli stati dell'Europa, mantenendo la pace internazionale e seguendo le linee guida dell'articolo 2 dello Statuto delle Nazioni Unite.
I firmatari rinunciarono all'uso della forza e riconobbero i confini post-bellici, nello specifico la linea Oder-Neisse, che aveva fatto sì che alcuni territori della Germania si trovassero ora in Polonia e in URSS.
Fu anche accettata la divisione in Germania Est e Germania Ovest: questo contribuì in parte alla stabilità delle relazioni tra i due Paesi.
In aggiunta, venne allegata una Lettera sull'unità dei Tedeschi, nella quale si affermava che il trattato appena firmato non inficiava l'obiettivo della riunificazione del popolo tedesco in un'unica Germania, che rimaneva ancora la posizione ufficiale delle potenze alleate espressa nella Dichiarazione sull'Europa liberata rilasciata in occasione della Conferenza di Jalta del febbraio 1945.